# Вокі
Вокі (ест. Voki), — село у волості Виру (з 2017, раніше входило  до складу волості Вастселійна), повіт Вирумаа, Естонія.